# Unionisten
Unionisten zijn aanhangers van een politieke ideologie in het Verenigd Koninkrijk die de continuering van de unie tussen Engeland, Schotland, Wales en Noord-Ierland voorstaat. In Noord-Ierland worden unionisten ook wel loyalisten genoemd.
Unionisme speelde een belangrijke rol in de geschiedenis van Ierland, waarin Iers nationalisme een belangrijk onderdeel vormde. In de jaren '20 werd een groot gedeelte van Ierland onafhankelijk van het Verenigd Koninkrijk. In Noord-Ierland, dat onderdeel bleef van het Verenigd Koninkrijk, bleef unionisme sindsdien een belangrijk onderwerp. Vandaag de dag is er nog steeds politieke verdeeldheid in Noord-Ierland tussen unionisten en nationalisten/republikeinen. Deze verdeeldheid leidde tot gewelddadige conflicten, waaronder The Troubles.
Sinds eind 20e eeuw is unionisme een grote rol gaan spelen in Schotland en in mindere mate ook in Wales. De Scottish National Party won de Schotse verkiezingen van 2011. Op 18 september 2014 werd er een referendum gehouden over Schotse onafhankelijkheid. Een meerderheid van het electoraat koos voor het behoud van de unie met het Verenigd Koninkrijk. Op de vraag "Moet Schotland een onafhankelijk land worden?" stemde 55,3 percent van het electoraat 'Nee' en 44,7 percent 'Ja'.

## Unionistische politieke partijen
Het volgende is een lijst van actieve Britse politieke partijen en organisaties die de unie steunen.
Grote, landelijke partijen
- Conservative and Unionist Party
  - Scottish Conservative Party
  - Welsh Conservative Party
  - Northern Ireland Conservatives
- Labour Party
  - Scottish Labour Party
  - Welsh Labour
- Liberal Democrats
  - Scottish Liberal Democrats
  - Welsh Liberal Democrats
- UK Independence Party (UKIP)

Partijen in Noord-Ierland
- Democratic Unionist Party (DUP)
- Progressive Unionist Party (PUP)
- Traditional Unionist Voice (TUV)
- Ulster Unionist Party (UUP)

Kleine partijen
- Britain First
- British Freedom Party (BFP)
- British National Party (BNP)
- National Front (NF)
- Respect Party
- Scottish Unionist Party (SUP)

Militante partijen en andere groeperingen
- Ulster Defence Association (UDA)
- Ulster Volunteer Force (UVF)
- Orange Order